# Ahmet Zappa
Pour les articles homonymes, voir Zappa (homonymie).
Ahmet Emuukha Rodan Zappa est un musicien américain né le 15 mai 1974 à Los Angeles. Il est le fils de Frank Zappa et Gail Zappa et le frère de Dweezil Zappa.
Avec son frère Dweezil, il forme le groupe Z.

## Discographie
- Confessions (1991)
- Shampoohorn (1994 - avec le groupe Z)
- Music for Pets (1996 - avec le groupe Z)